# Họ Cỏ roi ngựa
Họ Cỏ roi ngựa (danh pháp khoa học: Verbenaceae), đôi khi được gọi là họ Tếch (lấy theo chi Tectona, tuy nhiên tên gọi này là thiếu chính xác khi hiểu họ Verbenaceae theo nghĩa hẹp) là một họ được cho là có quan hệ họ hàng gần gũi với họ Hoa môi (Lamiaceae hay Labiatae), và ranh giới giữa hai họ đã từ lâu là không rõ ràng nhưng các đặc trưng để định kiểu cho hai họ này dường như là hội tụ lại một điểm. Các nghiên cứu phát sinh loài gần đây đã chỉ ra rằng một vài chi đã đặt nhầm vào họ Verbenaceae và chúng đã được xếp lại vào họ Lamiaceae. Chi Mắm (Avicennia) đôi khi được đặt trong họ Verbenaceae hoặc trong họ riêng của chính nó là Avicenniaceae, hiện tại đã được đặt trong họ Ô rô (Acanthaceae). Trong khi đó phần cơ bản của họ Verbenaceae đã được chứng minh là có quan hệ họ hàng gần gũi với các thành viên khác của bộ Lamiales nghĩa rộng (sensu lato) hơn là với họ Lamiaceae.
Theo định nghĩa rộng của nó, họ Verbenaceae là họ chủ yếu của các loài thực vật nhiệt đới với các dạng hoa đầu, hoa cụm với các hoa nhỏ. Họ này bao gồm khoảng 90 chi và gần 2.000 loài cây thân gỗ, cây bụi và cây thân thảo. Theo định nghĩa hẹp, nó chỉ chứa 30-34 chi với 775 loài. Cỏ roi ngựa được cho là có tính chất làm tăng tiết sữa.
Các chi quan trọng là:
- Cỏ roi ngựa hương chanh (Aloysia citrodora)
- Cỏ roi ngựa: các loài trong chi Verbena.

## Đặc điểm
Họ này là những cây gỗ lớn, nhỡ, nhỏ hoặc cây bụi hay cây thân thảo. Lá thường mọc đối hoặc mọc vòng, hai cặp đối liên tiếp tạo thành hình chữ thập, lá hình trứng ngược, trứng trái xoan, hoặc trái xoan, không có lá kèm, thường đơn, đôi khi kép chân vịt hoặc kép lông chim. Cành khi non thường hình vuông. Hoa thường lưỡng tính (đôi khi đa tính); đài thường đều; tràng hơi không đều hoặc ít khi 2 môi với các thùy xếp lợp; nhị thường 4, đôi khi 5 hoặc 2, đỉnh trên ống tràng và xen kẽ với các thùy của tràng; lá noãn 2, hợp thành bầu thượng 2-4 ô; vòi thường dính ở đỉnh bầu. Quả thông thường là quả hạch, ít khi gồm 4 tiêu hạch khô hoặc quả nang chẻ ô.

## Các chi

### Theo nghĩa hẹp
Họ Cỏ roi ngựa hiện nay được công nhận theo nghĩa hẹp và chia thành 8 tông cùng các chi không xếp trong tông nào như sau:
- Tông Casselieae
  - Casselia (gồm cả Timotocia)
  - Parodianthus
  - Tamonea (gồm cả Ghinia)
- Tông Citharexyleae
  - Baillonia. Có thể gộp trong Citharexylum.
  - Citharexylum
  - Rehdera
- Tông Duranteae
  - Bouchea
  - Chascanum (gồm cả Plexipus, Svensonia)
  - Duranta: Chuỗi ngọc
  - Recordia (gồm cả Verbenoxylum)
  - Stachytarpheta (gồm cả Ubochea): Hoàng thảo cách, hải tiên
  - Verbenoxylum
- Tông Lantaneae
  - Acantholippia
  - Aloysia (gồm cả Xeroaloysia)
  - Coelocarpum
  - Isidroa
  - Lantana (gồm cả Camara, Riedelia): Trâm ổi
  - Lippia (gồm cả Burroughsia, Diphyllocalyx, Dipterocalyx, Goniostachyum, Zappania)
  - Nashia
  - Phyla: Dây lức
- Tông Neospartoneae
  - Lampayo hay Lampaya
  - Neosparton
- Tông Petreeae
  - Petrea: Bông xanh
  - Xolocotzia
- Tông Priveae
  - Pitraea (gồm cả Castelia)
  - Priva
- Tông Verbeneae
  - Glandularia
  - Hierobotana
  - Junellia (gồm cả Thryothamnus, Urbania Phil., 1891)
  - Mulguraea
  - Verbena (gồm cả Monopyrena, Stylodon): Cỏ roi ngựa
- Ngoài các tông
  - Diostea. Có thể gộp trong Dipyrena hoặc xếp trong tông Neospartoneae.
  - Dipyrena
  - Rhaphithamnus

### Theo nghĩa rộng
Theo nghĩa rộng họ cỏ Roi ngựa bao gồm các chi nói trên cộng với các chi dưới đây mà về cơ bản chuyển sang họ Hoa môi.

#### Họ Hoa môi nghĩa rộng
| - Adelosa - Aegiphila - Amasonia - Archboldia - Callicarpa: Tu hú, tử châu, nàng nàng - Caryopteris: Bạc hà núi - Clerodendrum: Ngọc nữ, mơ (không phải cây mơ thuộc chi Prunus), chỉ thiên, xích đồng v.v - Congea - Cornutia - Faradaya - Garrettia - Glossocarya - Gmelina: Lõi thọ - Holmskioldia - Hosea - Huxleya - Hymenopyramis - Karomia | - Monochilus - Neorapinia - Oncinocalyx - Oxera - Paravitex - Peronema - Petitia - Petraeovitex - Premna: Cách - Pseudocarpidium - Schnabelia - Sphenodesme - Symphorema - Tectona: Tếch - Teijsmanniodendron - Tetraclea - Teucridium - Tsoongia: Thọ hoa - Vitex: Bình linh, đẹn - Viticipremna |

#### Khác
- Avicennia: họ Acanthaceae.
- Asepalum: họ Cyclocheilaceae / Orobanchaceae.
- Cyclocheilon: họ Cyclocheilaceae / Orobanchaceae.
- Nesogenes: họ Nesogenaceae / Orobanchaceae.
- Dimetra: họ Oleaceae.
- Nyctanthes: họ Oleaceae.
- Phryma: họ Phrymaceae.
- Campylostachys: họ Stilbaceae.
- Euthystachys: họ Stilbaceae.
- Stilbe: họ Stilbaceae.
- Thesmophora: họ Stilbaceae.
- Geunsia Blume, 1823: đồng nghĩa của Callicarpa họ Lamiaceae.
- Surfacea: đồng nghĩa của Premna họ Lamiaceae.

## Hình ảnh

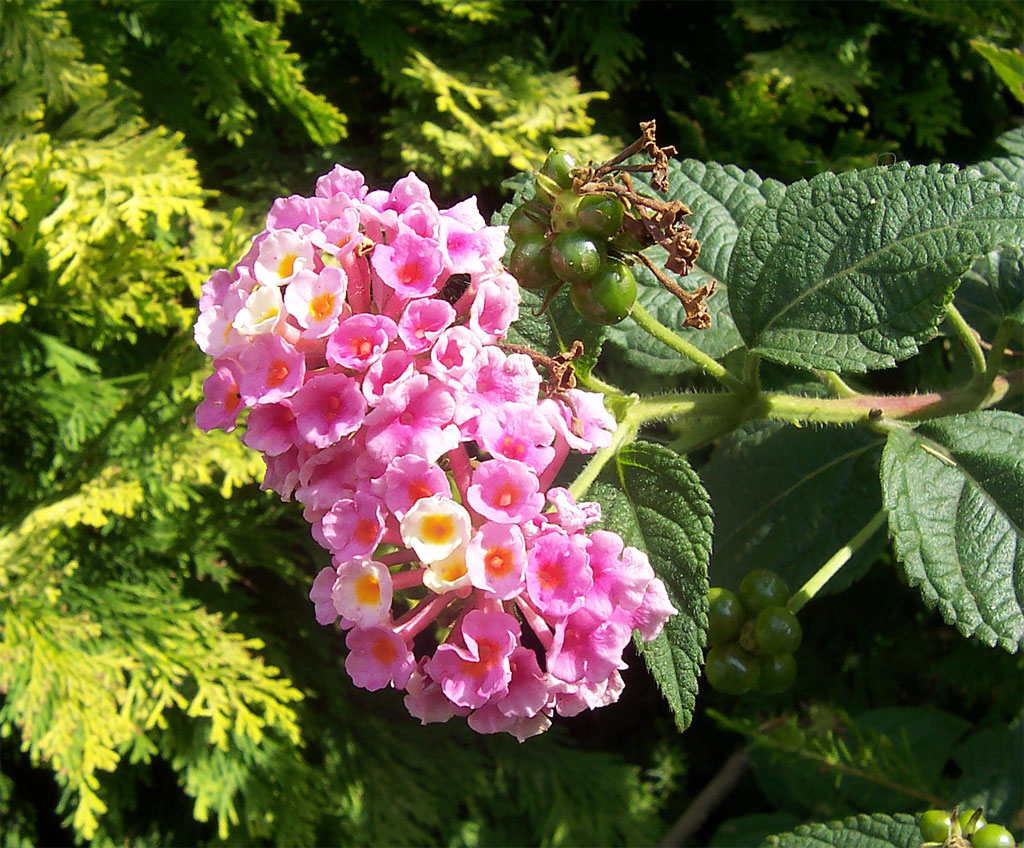
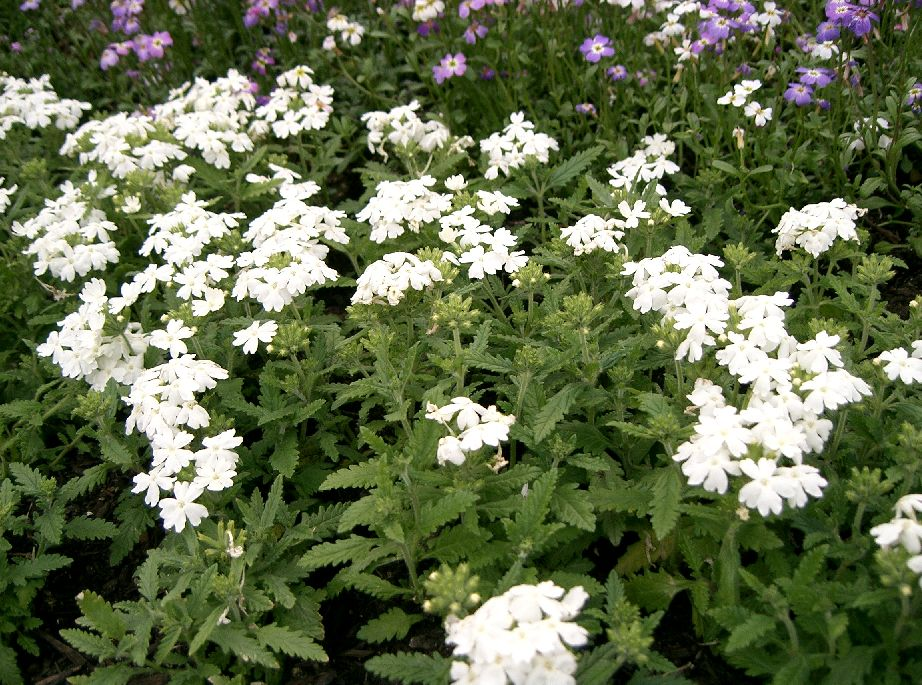
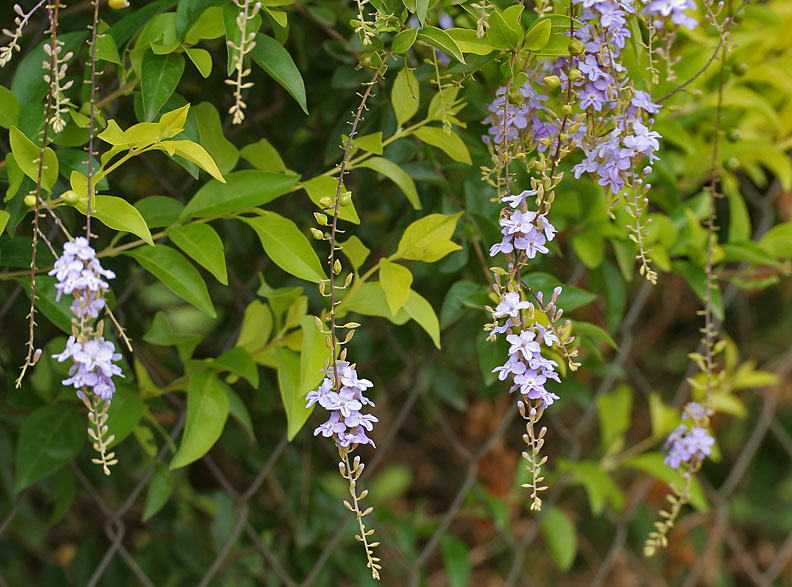